# Rio Loggerhead Creek
O rio Loggerhead Creek é um rio das Bahamas, na Ilha Andros.